# Lista orașelor din Guineea Ecuatorială

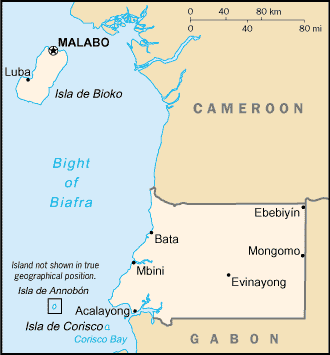
Harta Guineei Ecuatoriale

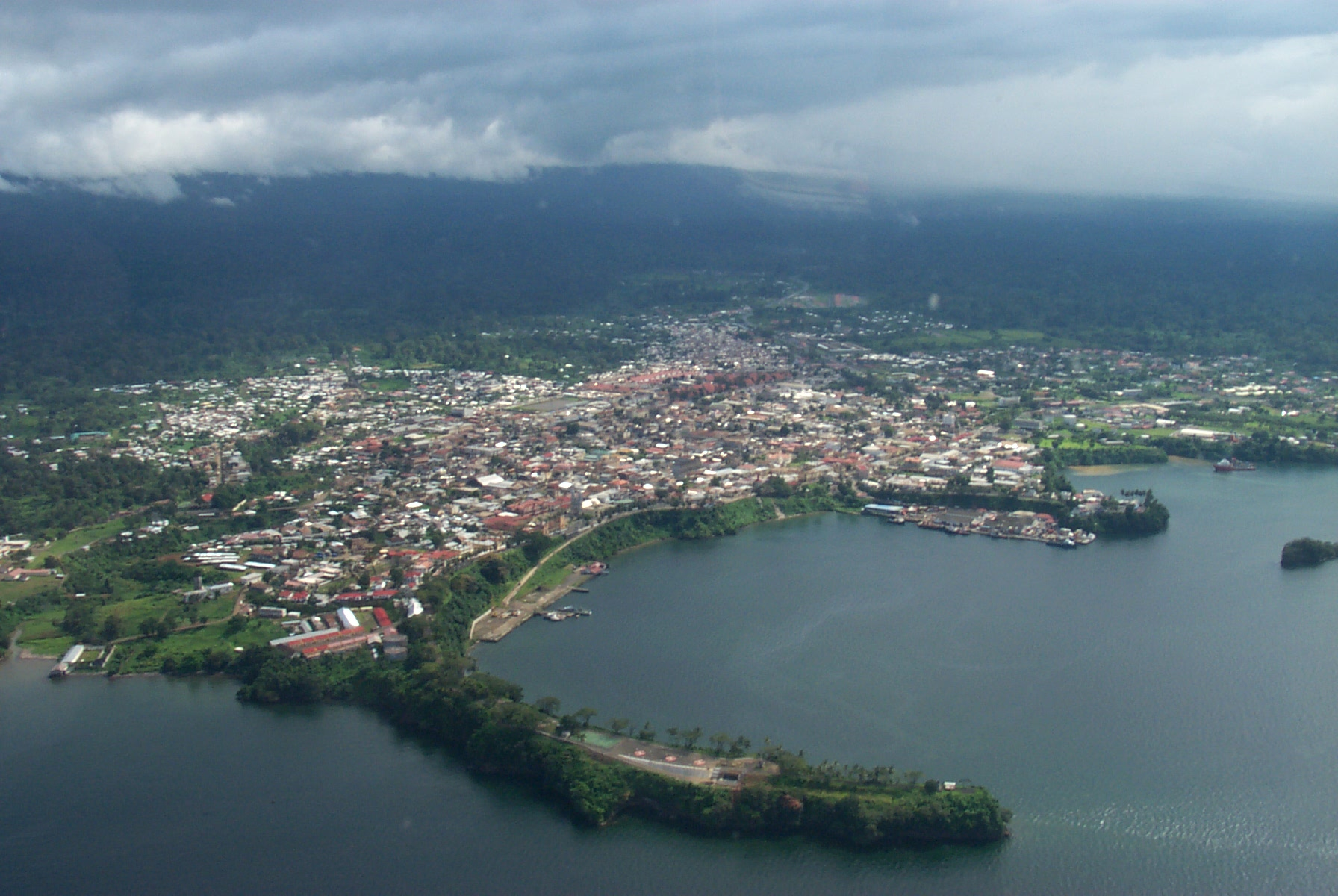
Malabo. capitala Guineei Ecuatoriale

Aceasta este o listă a orașelor din Guineea Ecuatorială. ordonată după populație. Lista conține toate așezămintele omenești cu peste 1000 de locuitori.
| Orașe din Guineea Ecuatorială | Orașe din Guineea Ecuatorială | Orașe din Guineea Ecuatorială | Orașe din Guineea Ecuatorială | Orașe din Guineea Ecuatorială | Orașe din Guineea Ecuatorială |
| Loc                           | Oraș                          | Populație                     | Populație                     | Populație                     | Provincie                     |
| Loc                           | Oraș                          | Recens. 1983                  | Recens. 2001                  | Estimare 2005                 | Provincie                     |
| ----------------------------- | ----------------------------- | ----------------------------- | ----------------------------- | ----------------------------- | ----------------------------- |
| 1                             | Bata                          | 24.390                        | 132.235                       | 173.046                       | Litoral                       |
| 2                             | Malabo                        | 31.650                        | 132.440                       | 155.963                       | Bioko Norte                   |
| 3                             | Ebebiyín                      | 3.540                         | 19.515                        | 24.831                        | Kié-Ntem                      |
| 4                             | Aconibe                       | 1.700                         | 8.795                         | 11.192                        | Wele-Nzas                     |
| 5                             | Añisoc                        | 1.100                         | 7.586                         | 10.191                        | Wele-Nzas                     |
| 6                             | Luba                          | 2.450                         | 9.011                         | 8.655                         | Bioko Sur                     |
| 7                             | Evinayong                     | 3.170                         | 7.997                         | 8.462                         | Centro Sur                    |
| 8                             | Mongomo                       | 2.370                         | 5.791                         | 6.393                         | Wele-Nzas                     |
| 9                             | Mengomeyén                    | N/A                           | 5.294                         | 5.947                         | Wele-Nzas                     |
| 10                            | Micomeseng                    | 1.300                         | 5.327                         | 5.813                         | Kié-Ntem                      |
| 11                            | Rebola                        | N/A                           | 5.445                         | 5.450                         | Bioko Norte                   |
| 12                            | Bidjabidjan                   | N/A                           | 5.167                         | 4.998                         | Kié-Ntem                      |
| 13                            | Niefang                       | 1.200                         | 4.292                         | 4.858                         | Centro Sur                    |
| 14                            | Cogo                          | N/A                           | 3.952                         | 4.693                         | Litoral                       |
| 15                            | Nsok                          | 500                           | 3.929                         | 4.620                         | Kié-Ntem                      |
| 16                            | Palea                         | 910                           | 5.008                         | 4.433                         | Annobón                       |
| 17                            | Mbini                         | 1.229                         | 3.421                         | 4.062                         | Litoral                       |
| 18                            | Nsork                         | N/A                           | 3.355                         | 3.769                         | Wele-Nzas                     |
| 19                            | Ayene                         | N/A                           | 3.099                         | 3.482                         | Wele-Nzas                     |
| 20                            | Nkimi                         | N/A                           | 3.217                         | 3.313                         | Centro Sur                    |
| 21                            | Machinda                      | N/A                           | 2.440                         | 2.897                         | Litoral                       |
| 22                            | Acurenam                      | 1.500                         | 2.748                         | 2.736                         | Centro Sur                    |
| 23                            | Corisco                       | N/A                           | 2.140                         | 2.541                         | Litoral                       |
| 24                            | Baney                         | N/A                           | 2.363                         | 2.365                         | Bioko Norte                   |
| 25                            | Bicurga                       | N/A                           | 2.251                         | 2.318                         | Centro Sur                    |
| 26                            | Nsang                         | N/A                           | 2.194                         | 2.122                         | Kié-Ntem                      |
| 27                            | Ncue                          | N/A                           | 1.740                         | 1.683                         | Kié-Ntem                      |
| 28                            | Bitica                        | N/A                           | 1.233                         | 1.464                         | Litoral                       |
| 29                            | Rio Campo                     | N/A                           | 931                           | 1.105                         | Litoral                       |
| 30                            | Riaba                         | 200                           | 1.086                         | 1.071                         | Bioko Sur                     |

## Alte orașe
- Acalayong
- Bolondo
- Cocobeach (este și gabonez)
- Fyad
- Moca
- San Antonio de Palé